# Округ Кошиці-околиця
Округ Кошиці-околиця (Кошице-околіє, словац. okres Košice-okolie) — округ (окрес, район) Кошицького краю, південно-східна Словаччина. Адміністративний центр — місто Кошиці, не входить до його складу (а складається з округів Кошиці І-IV, які оточує територія округу Кошиці-околиця).
Площа становить 1533,9 км², населення  (31.12.2017)  .
На території округу Кошиці-околиця розташовано 114 громад (обец, obce) (тобто населених пунктів із власною місцевою адміністрацією), в тому числі:
- 2 міста: Медзев · Молдава-над-Бодвоу;
- 112 сіл (vidiecka obec).

## Географія
На півночі межує з Пряшівським краєм, на сході з округом Требішов, на півдні з Угорщиною, на заході з округом Рожнява, на північному заході з округом Ґелніца. Розташовані Абовські пагорби; Бодвянські пагорби; Медзевські пагорби; Підсланські пагорби і Ториські пагорби; полонини Горни-Врх; Долни-Врх і Ясовська-Полонина.

## Населення
| Рік:            | 1994.   | 2004.   | 2014.    | 2024.   |
| --------------- | ------- | ------- | -------- | ------- |
| Кількість осіб: | 101 315 | 110 221 | 123 377  | 133 321 |
| Різниця:        |         | +8,79 % | +11,93 % | +8,05 % |

| Рік:            | 2023.   | 2024.   |
| --------------- | ------- | ------- |
| Кількість осіб: | 131 955 | 133 321 |
| Різниця:        |         | +1,03 % |